# 히지카타 히사아키라
히지카타 히사아키라(일본어: 土方 久徴, 1870년 10월 8일~1942년 8월 25일)는 일본 제국의 관료다.

## 생애
1870년 10월에 도쿄부에서 전 하타모토의 차남으로 태어났다. 12살 때 아버지를, 14살 때 어머니를 여의었다. 아자부 소학교, 도쿄부 제일 중학교, 구제 제일고등학교를 거쳐 1895년에 제국대학(현 도쿄 대학) 법과대학 법률학부 영법 전공을 수석으로 졸업했다. 같은 해 7월 일본은행에 입행했다.
1906년에 국채국장, 1909년에 영업국장이 되었으며 1911년 8월부터 이사가 되었다. 1914년에 일본우선 이사를, 1918년에 일본흥업은행 총재를 맡았다가 1926년 부총재가 되어 일은으로 돌아왔다.
1928년 6월부터 1935년 6월까지 일본은행 총재를 지냈다. 일은 출신 총재로는 역대 두 번째였다. 총재가 된 이후에는 금 해금, 달러 매입, 금리 상승 기조에서 탈피해 금 수출 금지, 금화 태환 정지, 저금리 노선을 지향했다. 하지만 금본위제를 포기하고 관리통화제도로 이행했으며 적자 국채 인수를 추진하면서 인플레이션을 초래했다. 이에 유가 증권을 팔아 시중 은행의 통화를 회수하여 물가 상승을 억제했다.
하지만 수요가 동반하지 않은 가격 하락은 기업들이 설비 투자에 나서는 걸 피하게 만들었다. 그리고 정부와 군부는 군수 사업을 확대하겠다고 발표하여 수요 확대를 기대하며 기업들이 자연스럽게 설비에 투자해 기획과 발명을 이끌어내는 것이 아니라 군부와 혁신관료가 기업 경영을 직접적으로 통제하는 상황으로 나아갔다. 「외국환관리법」, 「중요산업통제법」, 「석유업법」 등이 성립한 것도 이 시절의 일이었으며 통제회가 12개나 만들어져 각 소재 산업과 중공업 분야에 보조금과 금융 지원을 수행하며 생산력 증강을 이끌었다. 그리고 훗날 일본 정부는 1938년에 관의 경영 책임을 도맡는 취지로 「국가총동원법」을 제정하기에 이른다.
1934년 귀족원 의원이 되었고 1935년 총재에서 물러났다. 1942년 도쿄시 시부야구 센다가야의 자택에서 사망했다.
| 전임 이노우에 준노스케 | 제12대 일본은행 총재 1928년 6월 12일~1935년 6월 4일 | 후임 후카이 에이고 |